# Microsoft Photo Editor
O Microsoft Photo Editor é um programa editor de imagens do Windows 95 e 98. Posteriormente, foi substituído pelo Microsoft Office Picture Manager; no Windows 2000, 2003 e XP.